# Patricia Brooks (Schriftstellerin)
Patricia Brooks (* 22. November 1957 in Wien) ist eine österreichische Autorin.

## Leben
Patricia Brooks hat nach der Matura an der Handelsakademie in verschiedenen Jobs gearbeitet. Seit 1990 ist sie freiberufliche Autorin und Mitglied der Grazer Autorenversammlung und derzeit Vizepräsidentin.

## Ehrungen
- 1997 Anerkennungspreis für Literatur des Landes Niederösterreich 1997.
- 1997 Theodor-Körner-Förderungspreis
- 2015 Buchprämie des Bundeskanzleramts Kunst und Kultur
- 2015 Buchprämie der Stadt Wien
- 2017 Buchprämie des Bundeskanzleramts Kunst und Kultur

## Publikationen
Monographien
- Aquadrom. Kurzgeschichten. Edition Selene, Klagenfurt 1993, ISBN 3-85266-001-7.
- Feuerfahrt. Winterspiel. Kurzgeschichten. Edition Selene, Klagenfurt 1996, ISBN 3-85266-031-9.
- Kimberly. Roman. Edition Selene, Wien 2001, ISBN 3-85266-165-X.
- Garten der Geschwister. Roman. Molden, Wien 2006, ISBN 3-85485-184-7.
- Die Grammatik der Zeit. Roman. Verlag Wortreich, 2015, ISBN 978-3-9503991-0-3
- Einseitige Beschreibung der Wirklichkeit, Lyrik, Das fröhliche Wohnzimmer, 2016
- Reissalon, edition taschenspiel, 2016, ISBN 978-3-903088-04-7
- Der Flügelschlag einer Möwe. Roman. Verlag Wortreich, 2017, ISBN 978-3-903091-27-6
- Bukarest Bistro. Gedichte. edition nikra, 2022, ISBN 978-3-9505265-1-6
- Flussgeister. Roman. Septime Verlag, 2023, ISBN 978-3-99120-028-4
- Luna Park. Gedichte. edition fabrik.transit, 2024, ISBN 978-3-903267-69-5

Beiträge in Anthologien
- Österreichische Erzähler der Gegenwart. Balkans, Niederlande 1994.
- Here you are gipsy fingers on your fingers ... In: Andreas Neumeister (Hrsg.):  Poetry! Slam! Texte der Pop-Fraktion. Rowohlt, Reinbek 1995, ISBN 3-499-13736-4, S. 122–123.
- so gehe ich tag & nacht. 13 Texte nach Veysel. Edition im Glashaus, Wien 1998, ISBN 3-9500830-0-6
- Das Ding und der Schneemann. In: Michael Kos, Egon Straszer (Hrsg.): Dinge, an sich. Ding, Kunst, Kant und Zeitgenossen (Kunstbuch). Wieser Verlag, Klagenfurt 20043-85129-590-0, S. 57–60.
- Die drei Helenen. In: Gabriele Ecker (Hrsg.): Frauenbild. Das Bild der Frau in Kunst und Literatur. Literaturedition Niederösterreich, St. Pölten 2003, ISBN 3-901117-69-5 (Katalog der gleichnamigen Ausstellung im Landesmuseum Niederösterreich, 15. November 2003 bis 4. April 2004).
- Sculpsit – Plastik Objekt Skulptur, Kunstverein Arcade, art&print 2015
- AusSprache, Hg. Petra Ganglbauer, Erika Kronabitter, edition ars science, 2015

Hörspiel
- Stella und der Koch, ORF, 2010
- Sprich nicht mit Fremden, ORF 2013
- (PB) & (c_osm0) on a bling bling trip, Text: Patricia Brooks und Judith N. Pfeifer, Sound Jörg Piringer, ORF 2015
- Ein gewellter Tag wie jeder andere, Text: Patricia Brooks, Dieter Sperl, Sound: Michael Fischer, Caroline Profanter ORF, 2017
- Das Kaleidoskop der Elemente, Text: Patricia Brooks und Judith N. Pfeifer, Sound: Jörg Piringer, ORF 2018
- Nachtbilder Ö1, Text: Patricia Brooks, Sound: Soap & Skin, ORF 2018

Theater/Performance
- Szenenwechsel. Textmontage-Performance. Theater Forum Schwechat 2002 (zusammen mit Klaus Haberl und Wolfgang Kindermann 2002 (Wiederaufnahme Oktober 2004)).
- Odysseus fragment 8. Penelope. Oktober 2003 dietheater Künstlerhaus (zusammen mit Wolfgang Kindermann).
- Flussbar.  Text für Performance des Nomad Theaters im Fluc. Juni 2004.
- Angel reloaded. kontTEXlab in der LABfactory, Dezember 2007.
- Sound of sushi interdisziplinäre Performance Text Patricia Brooks/Ton Veronika Meyer - März 2010
- Connex:context live-series of experimental literature recitation and soundscapes Text Patricia Brooks/Soundscaper Michael Fischer - Radio orange, 16. April 2013.
- Radio rosa Textmix Lab ist ein von Patricia Brooks konzipiertes und organisiertes Projekt, das seit 2008, genreübergreifend und interdisziplinär verschiedene Formen des Erzählens präsentiert - im Rahmen von Performances, die in immer anderen Settings von den jeweiligen Künstlern gemeinsam erarbeitet, entwickelt und aufgeführt werden. Das Thema dreht sich frei rund um Radio und Radiosendungen.